# Yuji Fujikawa
Yuji Fujikawa (født 8. juni 1987) er en japansk tidligere professionel fodboldspiller.
Han har spillet for flere forskellige klubber i sin karriere, herunder Mito HollyHock, Oita Trinita, Matsumoto Yamaga FC og YSCC Yokohama.